# Max Luber
Max Luber (* 1879 in München; † 1950 ebenda) ist ein Münchner akademischer Kunstmaler.

## Werdegang
Er studierte an der Kunstakademie in München. Bereits als Student konnte er seinen Lebensunterhalt durch den Verkauf von gemalten Postkarten auf dem Oktoberfest verdienen. Diese Bilder zeigen markante, humorvoll gezeichnete Münchner Genremotive, auf denen mit Vorliebe üppiges Essen und volle Bierkrüge, serviert von skurrilen Münchner Originalen, dargestellt werden. Die Karten wurden bis in die 1960er Jahre auf dem Oktoberfest verkauft und sind noch heute im Internet erhältlich. Sie tragen in der Regel die Bildunterschrift "Gruß vom Oktoberfest" oder "Gruss aus München.
Max Luber fertigte zahlreiche Ansichten der Stadt München, verschiedener Gebäude und Landschaften in Zeichen- oder Aquarelltechnik.
Die großen, noch heute auf Kunstauktionen erhältlichen Werke sind in der Technik Öl auf Leinwand gemalt. Sie stellen vorwiegend üppige dunkel gehaltene Stillleben im flämischen Stil dar. Lieblingsmotive sind exotisch-prächtige Blumenarrangements, gerne begleitet von einzelnen oder paarweisen Eisvögeln. 

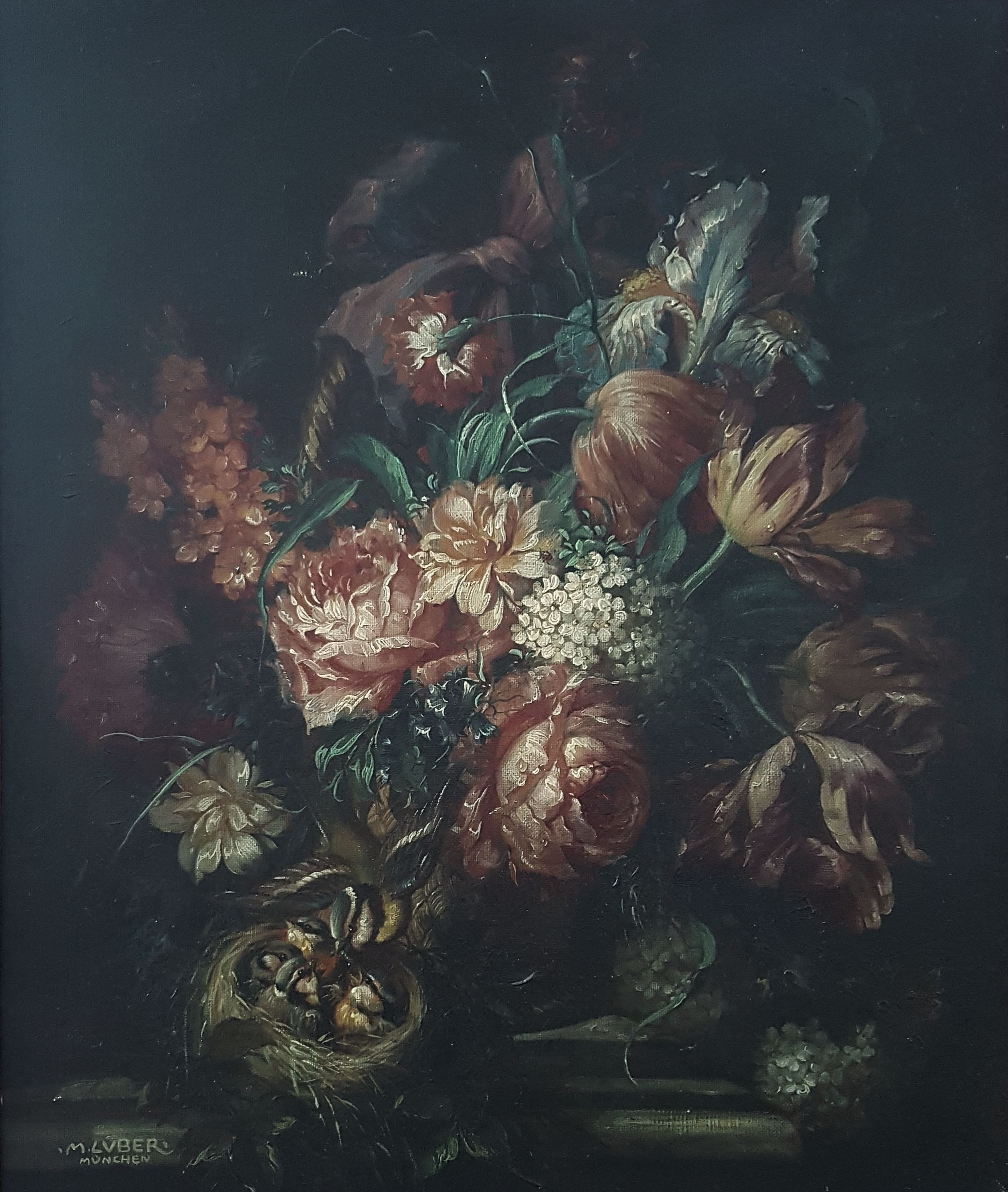
Blumenstillleben mit Meisennest

Bekannt sind folgende Werke (Öl auf Leinwand):
- Blumenstillleben mit Meisennest
- Iris mit Eisvögeln vor Abendhimmel
- Stillleben mit Obst, Papagei und Blumen
- Stillleben mit Früchten, Papagei und Deckelvase
- Zwei Eisvögel
- Prunkstillleben mit weißem Papagei
- Fischerhafen
- Kakadu auf einem Blütenkorb sitzend
- Blumenstillleben mit Eisvögeln
- Alte Ansicht des Hackerhauses

Alle bekannten Werke sind im Privatbesitz.
Max Luber war verheiratet mit Anny Luber und hinterließ einen Sohn.
Max Luber ist 1950 in seiner Heimatstadt gestorben.